# Qualificazioni al campionato mondiale maschile under 21 di pallavolo 2011
Le qualificazioni al campionato mondiale juniores di pallavolo maschile 2011 hanno assegnato quindici posti per la fase finale; il Brasile (come paese ospitante) si è qualificato automaticamente.

## Squadre partecipanti
- Belgio
- Bielorussia
- Bulgaria
- Danimarca
- Estonia
- Francia
- Germania
- Grecia
- Italia
- Lettonia
- Montenegro
- Polonia
- Portogallo
- Romania
- Serbia
- Slovacchia
- Spagna
- Turchia

## Qualificazioni continentali

### Africa
Le partite valide per l'assegnazione dei posti riservati alla confederazione africana sono iniziate il 2 ottobre 2010 con il campionato africano juniores 2010 e si sono concluse il 10 ottobre 2010. I posti a disposizione sono stati assegnati alla prima e alla seconda classificata.
Squadre qualificate:
- Egitto (seconda classificata)
- Tunisia (prima classificata)

### America del Nord
Le partite valide per l'assegnazione dei posti riservati alla confederazione nordamericana, centroamericana e caraibica sono state disputate nel 2010 con il campionato nordamericano under 21 2010. I posti a disposizione sono stati assegnati alle prime tre classificate.
Squadre qualificate:
- Canada (seconda classificata)
- Porto Rico (terza classificata)
- Stati Uniti (prima classificata)

### America del Sud
Le partite valide per l'assegnazione dei posti riservati alla confederazione sudamericana sono iniziate il 22 settembre 2010 con il campionato sudamericano juniores 2010 e si sono concluse il 26 settembre 2010. Il posto a disposizione è stato assegnato alla seconda classificata, in quanto il Brasile, vincitore della manifestazione, si è qualificato automaticamente come paese ospitante.
Squadre qualificate:
- Argentina (seconda classificata)

### Asia ed Oceania
Le partite valide per l'assegnazione dei posti riservati alla confederazione asiatica ed oceaniana sono iniziate il 1º ottobre 2010 con il campionato asiatico ed oceaniano juniores 2010 e si sono concluse il 9 ottobre 2010. I posti a disposizione sono stati assegnati alle prime tre classificate.
Squadre qualificate:
- Giappone (prima classificata)
- India (terza classificata)
- Iran (seconda classificata)

### Europa
Le partite valide per l'assegnazione dei posti riservati alla confederazione europea sono iniziate il 28 agosto 2010 con il campionato europeo juniores 2010 e si sono concluse il 22 maggio 2011.  I posti a disposizione sono stati assegnati alla prima classificata del campionato europeo juniores 2010, alle prime classificate dei cinque gruppi di qualificazione più la migliore seconda.
Squadre qualificate:
- Belgio (Miglior seconda classificata)
- Bulgaria (1ª classificata nel Girone A)
- Germania (1ª classificata nel Girone D)
- Russia (1ª classificata nel campionato europeo juniores 2010)
- Serbia (1ª classificata nel Girone B)
- Spagna (1ª classificata nel Girone C)